# プレリュード・トゥ・ア・キス
「プレリュード・トゥ・ア・キス」は、デューク・エリントンが作曲した1938年のバラードで、歌詞はアーヴィング・ゴードンとアーヴィング・ミルズが担当している。

## 背景と構成
この組成物の鍵であるD-フラット主要なセカンダリの多用させる支配的な和音、二次II-V-I進行、五分のの全音階円、及び回避リズムを。曲は非常に半音階で複雑で、現時点ではジャズでは珍しい洗練された数学を採用している。橋の端にあるエリントンの上昇半音（GG＃-AA＃-B）は、両方のAセクション（BA ＃-AG＃-G）。
1930年代後半までに、スウィングは人気の頂点に達し、名声と芸術的自由を利用して、エリントンはより精力的に多数の楽曲を書いた。この曲は、クラシック音楽で頻繁に見られるメロディックなラインとハーモニーを採用。ダンステンポを放棄した。彼はこの曲を1938年8月にインストルメンタルとして録音し、数週間後にスタジオに戻って、若くてまだあまり知られていなかったメアリー・マクヒューが歌ったアーヴィング・ゴードンとアーヴィング・ミルズの歌詞のボーカルナンバーとして録音した。1938年の人気のあるレコードは、エリントンとジョニー・ホッジスと彼のオーケストラによるものであった。

## 評価
数多くのジャズスタンダードナンバーを書いたエリントンの曲の一つではあるが、この曲は一般的にはあまり知られていない。ガンサー・シュラーは、「プレリュード・トゥ・ア・キス」について「エリントンの最高のバラードの1つであるが、織りのメロディーと半音階のハーモニーが洗練されすぎて、一般には広く受け入れられなかったのでは」と分析した。

## 主な録音
- デューク・エリントン –（1953）
- クラウディア・アクーニャ –（1999） [8]
- トニー・ベネット –（1999）
- ジューン・クリスティ&スタン・ケントン –（1955）
- ディー・ディー・ブリッジウォーター –（1996）
- キャロル・スローン –（1962）[9]
- ベニー・カーター&ビリー・ホリデイ –（1956）
- フィル・ウッズ –（1982）
- デボラ・ハリー –（1992）